# Giovanni Battista Borzone
Giovanni Battista Borzone (né à une date inconnue à Gênes en Ligurie et mort en 1657 dans cette même ville) est un peintre italien baroque de l'école génoise  du XVIIe siècle.

## Biographie
Giovanni Battista Borzone était un peintre italien de la période baroque, fils de Luciano Borzone (1590 - 1645) et le frère de Francesco Maria Borzone (1625 - 1679) et de Carlo  (mort de la peste en 1657), également peintres.

## Œuvres

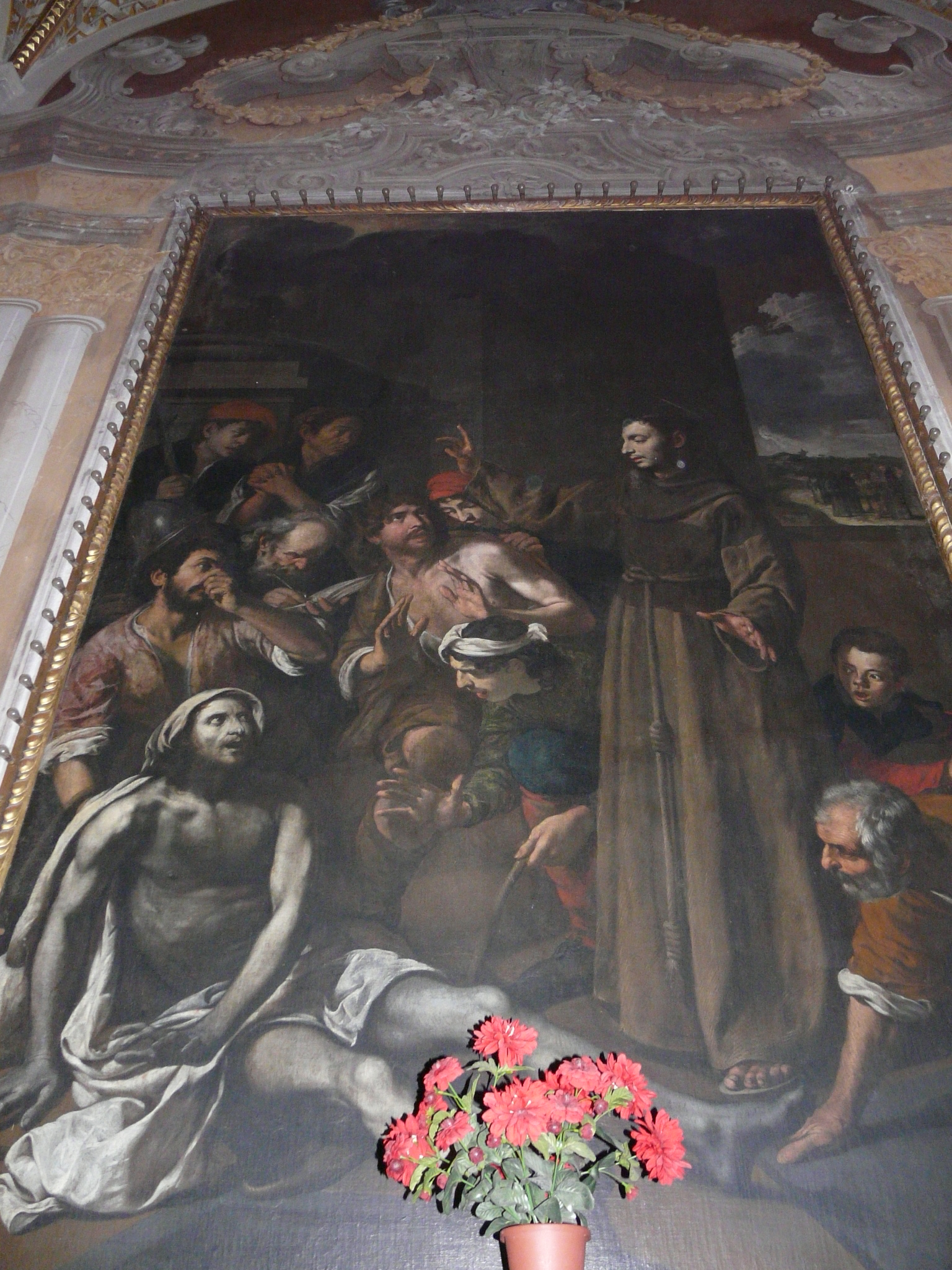
Saint Antoine ressuscitant un mort, peinture attribuée à Borzone.